# موكب سيارات

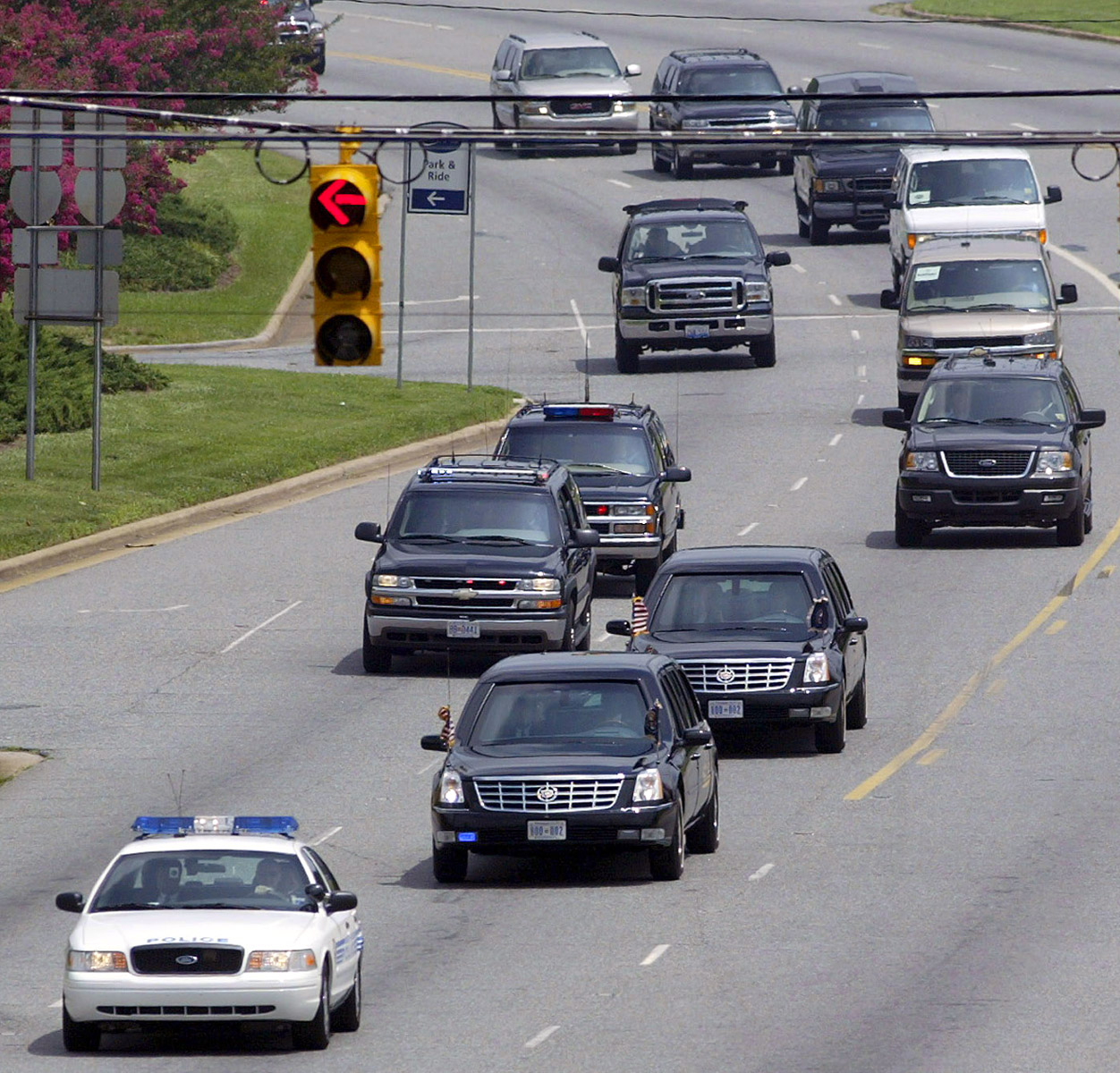
موكب رئاسي في يونيو 2005

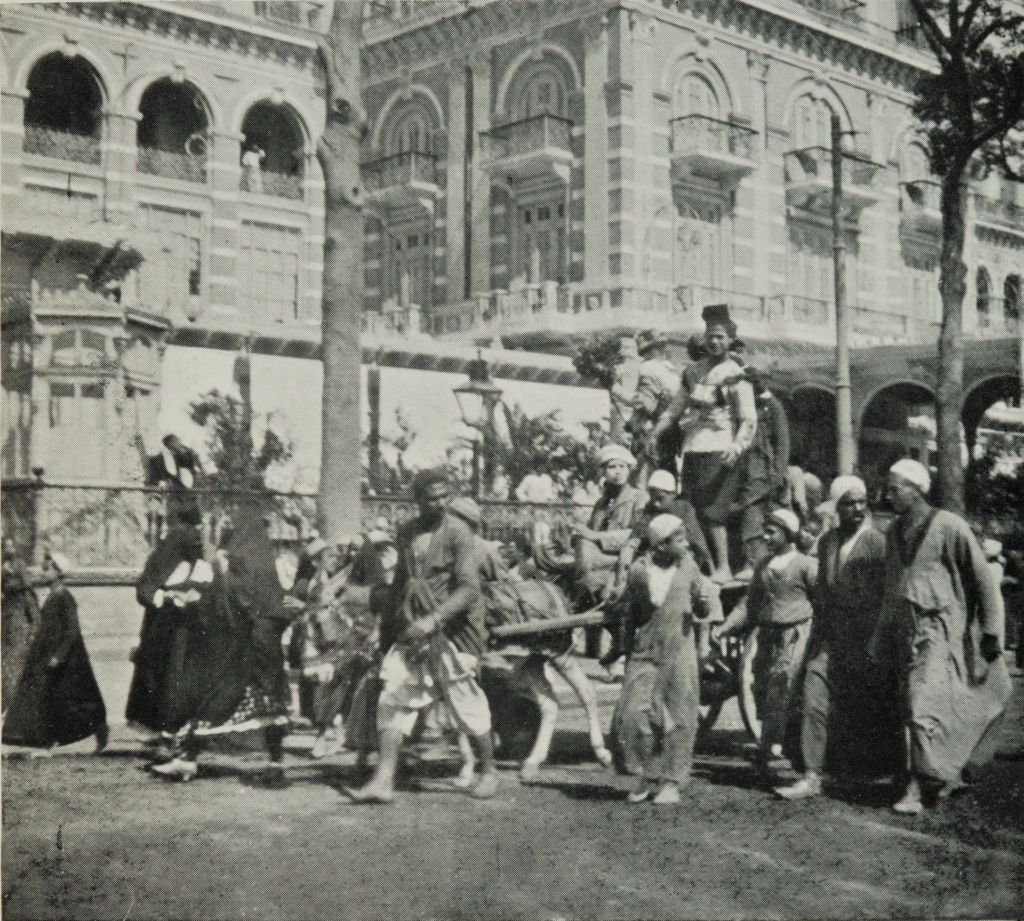
موكب يسير في حفل زفاف قاهري سنة 1911م

الموكب هو عدد من السيارات التي تسير متلاحقة لاجل غرض ما.[بحاجة لمصدر] ولا يقتصر على السيارات

## استعمالات المواكب

### الزفاف والافراح

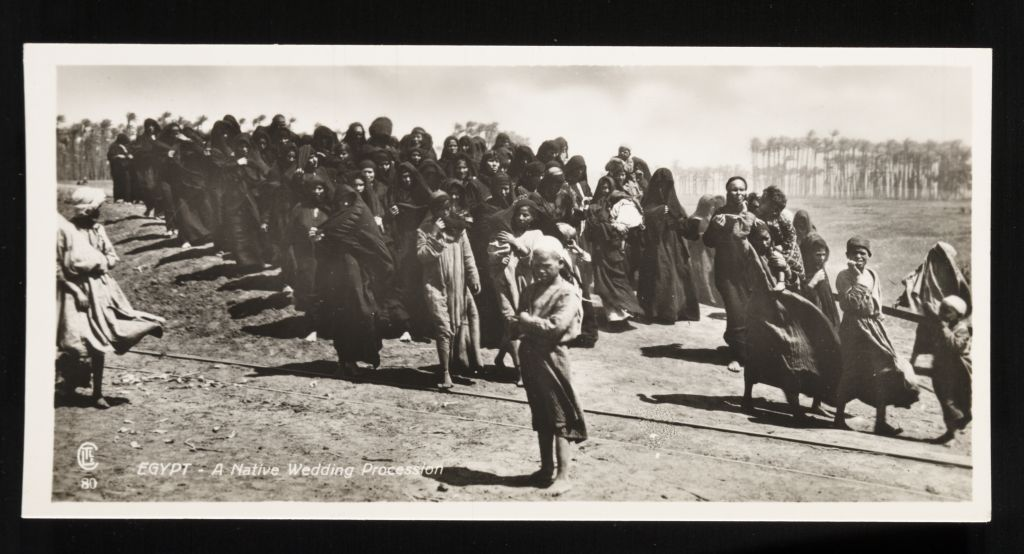
موكب زفاف مصري قديما

تسعمل المواكب في نهاية الزفاف في بعض الدول العربية وذلك لنشر الخبر والترفيه عن العرسان وتنقل العربة الأولى العرسان وسائقهم والعربات الخرى المدعويين.

### الجنازة

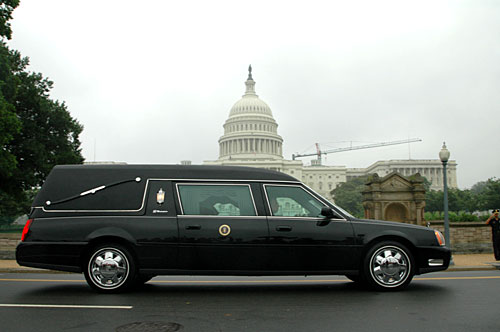
سيارة نقل موتى

بالنسبة للاروبيين والأمريكيين وبعض المسيحيين يتكون الموكب في الجنازات من سيارة نقل الموتي المخصصه لذلك (كما بالصورة) وسيارات العائلات ورائها.
اما المسلمون فيتكون الموكب من سيارة اسعاف أو سيارة نقل الموتى تتبعها سيارات الاسرة والاصدقاء. وفي الجنازات الكبيرة والرسمية يتكون الموكب من عربة فاخرة في الأغلب متبوعة بحشد كبير.

### الاحتجاجات والاستعراضات
في بعض الاحتجاجات تتكون المواكب من سيارات تسير بشكل منظم وسرعة بطيئة مترافقة ببعض الشعارات لقطع الطريق على اخرين أو لمجرد الاحتجاج.
في بعض الأحيان تستعمل المواكب في المهراجانات والاستعراضات لعرض السيارات أو ما أو من على السيارات.

### الحماية والنقل
تستخدم المواكب لحماية الشخصيات المهمة كالسياسيين والفنانين وتتكون هده المواكب من :
- سيارة فاخرة وسط الموكب أو في بعض الأحيان سيارتين للتموييه لنقل الشخصية
- سيارات مدرعة تحيط سيارة النقل
- سيارات الدفع الرباعي لنقل الحراس الشخصيين ومرافقين للشخصية المهمة

في بعض الأحيان حينما يتعلق الامر برئيس دولة أو وزير يتكون الموكب أيضا من :
- تتقدم دراجات نارية الموكب لقيادته وتوجيهه
- تطير مروحية فوق الموكب ل رصد القناصين المحترفين
- سيارة اسعاف بعيدة قليلا عن الموكب وسيارات شرطة اضافية
- سيارات تنقل الصحافة
- الأجهزة السرية والمخابرات تكون أيضا على مقربة

في أغلب المواكب تكون الطرق المحيطة لها مغلقة وتوفر الشرطة مسالك للهروب في حالة مهاجمة الموكب. المواكب تستعمل أيضا لنقل السجناء المهمين وتتكون من سيارات الشرطة والمروحيات وعربة مدرعة لنقل السجناء. وقد تستعمل المواكب للتمويه لتهريب شخصية مهددة لمكان اخر.

## وصلات خارجية
- وصف مفصل عن مواكب رئاسة الولايات المتحدة الأمريكية